# Antonin Trilles
Antonin Trilles (* 20. Juli 1983 in Arles) ist ein ehemaliger französischer Fußballspieler.

## Karriere
Das Fußballspielen erlernte Antonin Trilles in der Jugendmannschaft vom AC Arles-Avignon in französischen  Arles im Département Bouches-du-Rhône. Hier unterschrieb er 2001 auch seinen ersten Vertrag. Hier stand er bis Mitte 2009 unter Vertrag. Im Juli 2009 wechselte er für eine Saison zum Gazélec FC Ajaccio nach Ajaccio. Die zweite Jahreshälfte 2010 stand er beim Marignane Gignac FC in Marignane im Tor. 2011 ging er nach Asien. Hier unterschrieb er in Singapur einen Vertrag beim Étoile FC. Der Étoile FC wurde 2010 gegründet und spielte in der ersten singapurischen Liga, der S. League. Die Mannschaft bestand aus Spielern, die alle in Europa geboren wurden. Das Team bestand hauptsächlich aus Spielern französischer Herkunft. 2011 stand er mit dem Klub im Endspiel des Singapore Community Shield. Hier verlor man gegen die Tampines Rovers mit 2:1. Für Étoile stand er 29-mal zwischen den Pfosten. 2012 zog es ihn nach Thailand. Hier unterschrieb er einen Vertrag bei Bangkok United. Der Verein aus der thailändischen Hauptstadt Bangkok spielte in der zweiten Liga, der Thai Premier League Division 1. Ende 2012 wurde man Tabellendritter und stieg somit in die erste Liga auf. Nach Vertragsende in Bangkok wechselte er Anfang 2015 wieder nach Europa. Hier nahm ihn der slowenische Verein NK Domžale aus Domžale unter Vertrag. Bei dem Verein stand er bis Mitte 2015 einmal in der ersten Liga, der Slovenska Nogometna Liga, im Tor. Im Juli 2015 beendete er seine Karriere als Fußballspieler.

## Erfolge
Étoile FC
- Singapore Community Shield: 2011 (Finalist)